# Rangpur (fruit)
Rangpur (Citrus × limonia), també conegut com a lemandarin, és un fruit cítric híbrid entre la mandarina i la llimona. És de gust molt àcid i té la polpa i la pell de color taronja.

## Història

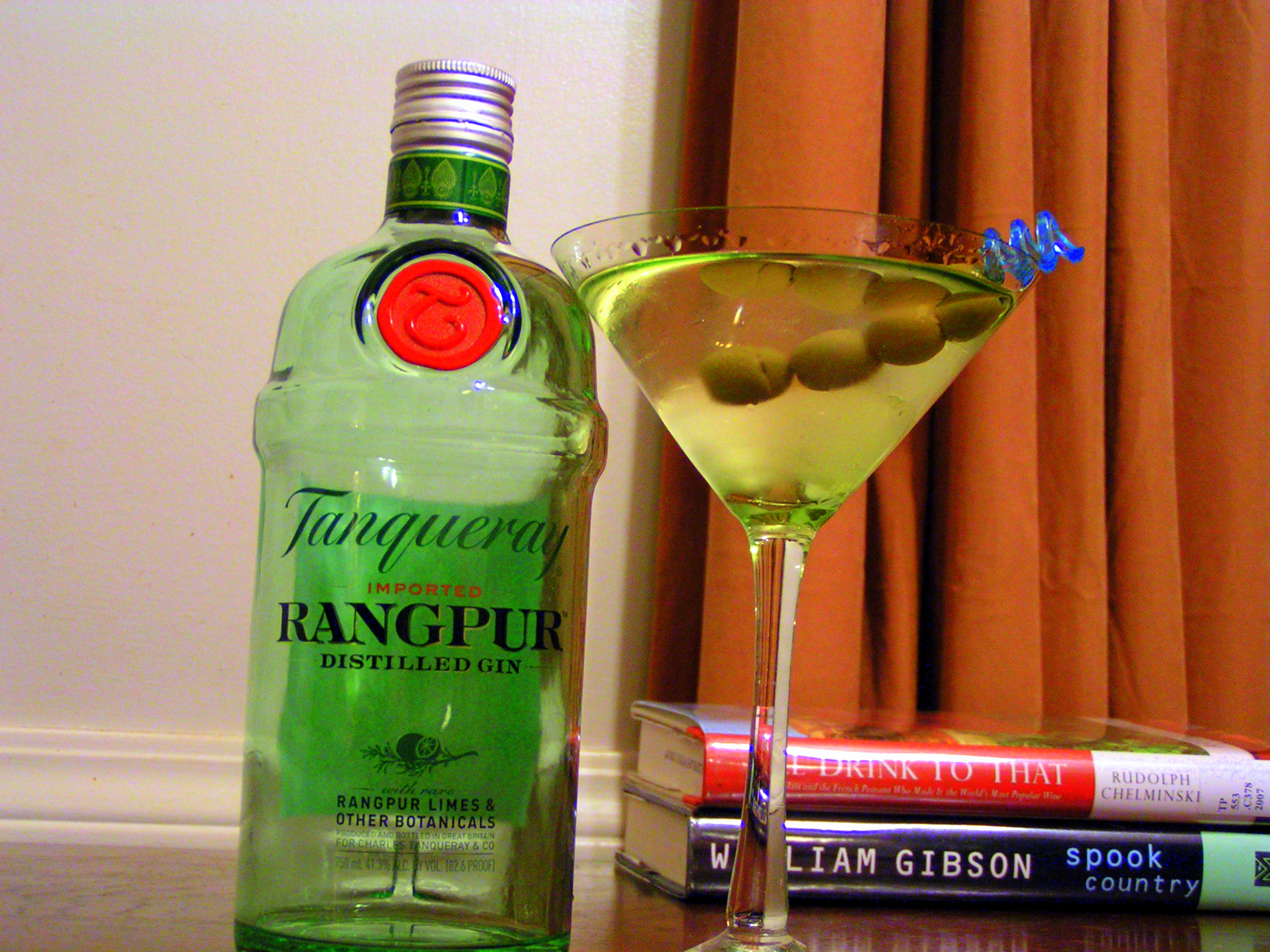
Una ampolla de ginebra Tanqueray Rangpur

Entre els noms comuns d'aquesta fruita hi ha els de Rangpur a Bangladesh en idioma bengalí, que és el nom d'una ciutat i el de mandarin-lime als Estats Units. El rangpur es fa servir com planta ornamental i de portaempelt per altres arbres cítrics. També és un ingredient d'una ginebra.